# 林維爾鎮區 (伊利諾伊州奧格爾縣)
林維爾鎮區（英語：Lynnville Township）是位於美國伊利諾伊州奧格爾縣的一個行政鎮區。

## 地方資料
根據2010年美國人口普查的數據，林維爾鎮區的面積為90.40平方千米，當中陸地面積為90.30平方千米，而水域面積為0.10平方千米。當地共有人口618人，而人口密度為每平方千米6.84人。